# كلانسي تشاساي
في عام 2007 كان تشاساي يتواجد في شمال لبنان.
كان كلانسي تشاساي كاتبًا ومخرجًا وممثلًا وصحفيًا. لقد كشف عن مناطق الصراع في جميع أنحاء العالم لوسائل الإعلام البريطانية المختلفة، التي تشمل صحيفة الغارديان والإيكونوميست والإندبندنت والصنداي تلغراف والبي بي سي . وقد قام بإنتاج وإخراج الأفلام الوثائقية للقناة الرابعة البريطانية، وأفلام الغارديان في أفغانستان ولبنان وميانمار وإسرائيل والأراضي الفلسطينية والولايات المتحدة والشيشان. والآن يعمل كلانسي كمنتج وكاتب سيناريو في لوس أنجلوس .

## وقت طفولته
نشأ وكبر تشاساي في شقة الممثل ديفيد هونكي في غرب لبنان . عندما غادر هونكي للوس أنجلوس، قام ببيع منزله لوالدي تشاساي المصممين وأصبح مركزًا محليًا وزيارة الفنانين والموسقيين وصانعي الأفلام .
وظهر تشاساي كأصغر ممثل في فيلمين بواسطة ديريك جرمان ضد لورنس أوليفيه وتيلدا سوينتون بالإضافة إلى سلسلة الإعلانات التجارية ومقاطع الفيديو الموسيقية . في آواخر فترة مراهقة تشاساي تم تطويعه ليطور المفاهيم التليفزيونية ل إم تي في والقناة الرابعة البريطانية ، حيث كان أصغر عضو في معمل الأفكار في القناة البريطانية الأربعة. ذهب تشاساي لدراسة الفلسفة والعلاقات الدولية في جامعة ساسكس ، حيث كان مساهم منتظم في المجتمع الفلسفي. أثناء سنواته في الجامعة، تم تصويره بواسطة الممثلين تينا بارني وماريو تيستينو ، وتم جعله كنموذج لمجلة الفوج الإيطالي.
1. ↑  مذكور في: النبلاء. مُعرِّف شخص في موقع "النُبلاء" (thepeerage.com): p30038.htm#i300376. باسم: Clancy Charles Arcade Chassay. المُؤَلِّف: داريل روجر لوندي. لغة العمل أو لغة الاسم: الإنجليزية.
2. 1 2  مذكور في: النبلاء. لغة العمل أو لغة الاسم: الإنجليزية. المُؤَلِّف: داريل روجر لوندي.
3. ↑  مذكور في: موك راك. معرف صحفي في موك راك: clancy-chassay. الوصول: 3 أبريل 2022.